# إستلا كيسادا
استيلا كيسادا (بالإنجليزية: Estela Quesada)‏ (من مواليد 1924- تُوفيت 2011) وهي مدرسة كوستاريكية ومحامية وسياسية. وكانت واحدة من أول ثلاث نساء تم انتخابهن في الهيئة التشريعية الكوستاريكية في أول انتخابات بعد حصول النساء على حق التصويت. وكانت أول امرأة تشغل منصبًا في الحكومة في كوستاريكا كوزيرة للتعليم، وكانت فيما بعد أول امرأة تعمل كوزيرة للعمل والضمان الاجتماعي. تم إدخالها في معرض المعهد الوطني للمرأة كسيدة بارزة في كوستاريكا في عام 2009.

## حياتها
ولدت إستلا كيسادا هيرنانديز في 24 يونيو 1924 في ألاخويلا، كوستاريكا إلى أوغوستو كيسادا كابيزاس وإنيدا هيرنانديز سانابريا. التحقت بمدرسة في إيسكويلا بيرناردو سوتو ومن ثم معهد ألاخويلا ثم حصلت على رخصة تعليمها من ايسكويلا التي كانت واحدة من أوائل المدرستين اللتين درستا في «خوان شافيز روخاس» في المناطق الريفية في ما يعرف الآن بـ سيوداد كيسادا. لم تكن هناك فرصة للتعليم الثانوي في المنطقة، لذلك أسست إستلا مدرسة تكميلية حيث أصبحت في نهاية المطاف مدرسة«ليسيو سان كارلوس».
عادت إستلا كيسادا إلى ألاخويلا وبدأت دراسة القانون في جامعة كوستاريكا، وكان في ذلك الوقت تدرس أيضاً في «مدرسة ليون فارغاس». في أواخر الأربعينيات، شاركت في الدفع من أجل حق التصويت للنساء وعندما نجحت في عام 1949، بدأت تتجه إلى السياسة. في عام 1950، تمت ترقيتها لتكون رئيسة للجمعية الوطنية للتعليم (ANDE) لعام 1953. كان عامًا تاريخيًا بالنسبة لكيسادا، حيث أنهت دراستها في القانون، وفازت بأحد المقاعد الثلاثة الأولى التي مُنحت لسيدة في الهيئة التشريعية الكوستاريكية. حصلت على لقب نائبة رئيس السلطة التشريعية، وفي 1957 أصبحت أول امرأة في تاريخ البلاد تقود عمل البرلمان. وعندما اُنتخب ماريو ايتشاندي خيمينيز رئيساً، عُينت كيسادا كأول وزيرة في تاريخ البلاد. بصفتها وزيرة للتعليم، وضعت نظامًا يستند إلى الجدارة لتدريب المعلمين، وقامت بإزالة رموز الزي التي كانت مكلفة، وقامت بتحسين التعليم العام، وركزت تحديدًا على تحسين معدلات إكمال التعليم في الريف.
بعد الانتهاء من فترة انتخابها، انتقلت كيسادا إلى سان فرانسيسكو، كاليفورنيا، حيث رأست القنصلية الكوستاريكية ومثلت البلد في الأمم المتحدة لمدة عقد من الزمان. عادت إلى كانتون سان كارلوس وافتتحت ممارسة قانونية وتم انتخابها كرئيسة لبلدية سان كارلوس من عام 1970 إلى عام 1974. عند انتخاب الرئيس رودريغو كارازو أوديو تمت دعوتها مرة أخرى للعمل على المستوى الفيدرالي وأصبحت أول امرأة تقود وزارة العمل والضمان الاجتماعي. في عام 1991، واجهت تحدياً أمام المحكمة العليا للانتخابات، وفازت بقضيتها متهمةً بأن الفرعين التنفيذي والتشريعي للبلاد كانا يديران الديون بشكل غير دستوري. كان قرارًا تاريخيًا لكوستاريكا، لكنها رفضت فرصة الترشح لمنصب نائب الرئيس بعد فوزها.
طوال مسيرتها الطويلة، حصلت على العديد من الجوائز والأوسمة. تم الاعتراف بعملها من قبل أندي في عام 1986، وقد تم تكريمها من قبل المائدة المستديرة في أمريكا عام 2003، وقد كرّمتها نقابة المحامين كمحامية للأسبوع في عام 2005، وقد صنّفتها بلدية ألاخويلا كفتاة مفضلة في احتفال اليوم العالمي للمرأة في عام 2007، والعديد من الجوائز الأخرى. انضم المعهد القومي للمرأة ومجلس الحماية الاجتماعية إلى اسمها كواحدة من «النساء البارزات في كوستاريكا» في عام 2009.
توفيت كيسادا في 18 مارس 2011 في كوستاريكا.